# Aframomum orientale
Aframomum orientale är en enhjärtbladig växtart som beskrevs av John Michael Lock. Aframomum orientale ingår i släktet Aframomum och familjen Zingiberaceae. Inga underarter finns listade i Catalogue of Life.